# Olympische Sommerspiele 1920/Teilnehmer (Belgien)
| Gelbes Symbol für Goldmedaillen mit stilisierten Olympischen Ringen | Graues Symbol für Silbermedaillen mit stilisierten Olympischen Ringen | Braundes Symbol für Bronzemedaillen mit stilisierten Olympischen Ringen |
| ------------------------------------------------------------------- | --------------------------------------------------------------------- | ----------------------------------------------------------------------- |
| 14                                                                  | 11                                                                    | 11                                                                      |

Belgien nahm an den Olympischen Sommerspielen 1920 in Antwerpen, Belgien, mit einer Delegation von 336 Sportlern teil. Dabei konnten die Athleten 14 Gold-, elf Silber- und elf Bronzemedaillen gewinnen.

## Medaillengewinner

### Gold
| Name | Sportart      | Wettkampf                                   |
| --- | ------------- | ------------------------------------------- |
| Edmond Cloetens | Bogenschießen | Festes Vogelziel, großer Vogel, Einzel      |
| Hubert Van Innis | Bogenschießen | Bewegliches Vogelziel, 28 m, Einzel         |
| Hubert Van Innis | Bogenschießen | Bewegliches Vogelziel, 33 m, Einzel         |
| Edmond van Moer | Bogenschießen | Festes Vogelziel, kleiner Vogel, Einzel     |
| Edmond Cloetens Louis Van De Perck Firmin Flamand Edmond van Moer Joseph Hermans Auguste van de Verve | Bogenschießen | Festes Vogelziel, kleiner Vogel, Mannschaft |
| Edmond Cloetens Louis Van De Perck Firmin Flamand Edmond van Moer Joseph Hermans Auguste van de Verve | Bogenschießen | Festes Vogelziel, großer Vogel, Mannschaft  |
| Hubert Van Innis Pierre van Thielt Louis van Beeck Jérôme De Mayer Alphonse Allaert Louis Delcon Edmond de Knibber Louis Fierens | Bogenschießen | Bewegliches Vogelziel, 33 m, Mannschaft     |
| Hubert Van Innis Pierre van Thielt Jérôme De Mayer Alphonse Allaert Edmond de Knibber Louis Delcon Louis van Beeck Louis Fierens | Bogenschießen | Bewegliches Vogelziel, 50 m, Mannschaft     |
| Jan De Bie (Torwart) Félix Balyu Désiré Bastin Mathieu Bragard Robert Coppée André Fierens Émile Hanse Georges Hebdin Henri Larnoe Joseph Musch Fernand Nizot Armand Swartenbroeks Louis Van Hege Oscar Verbeeck William Maxwell (Trainer) | Fußball       | Männer                                      |
| Frans De Haes | Gewichtheben  | Federgewicht                                |
| Henry George | Radsportler   | 50 km                                       |
| Daniël Bouckaert | Reiten        | Kunstreiten, Einzel                         |
| Daniël Bouckaert Louis Finet Maurice Van Ranst | Reiten        | Kunstreiten, Mannschaft                     |
| Frédéric Bruynseels Émile Cornellie Florimond Cornellie | Segeln        | 6-Meter-Klasse Typ 1907                     |

### Silber
| Name | Sportart      | Wettkampf                               |
| --- | ------------- | --------------------------------------- |
| Hubert Van Innis | Bogenschießen | Bewegliches Vogelziel, 50 m, Einzel     |
| Louis Van De Perck | Bogenschießen | Festes Vogelziel, kleiner Vogel, Einzel |
| Louis Van De Perck | Bogenschießen | Festes Vogelziel, großer Vogel, Einzel  |
| Hubert Van Innis Alphonse Allaert Edmond de Knibber Louis Delcon Jérôme De Mayer Pierre van Thielt Louis Fierens Louis van Beeck | Bogenschießen | Bewegliches Vogelziel, 28 m, Mannschaft |
| Paul Anspach Victor Boin Joseph De Craecker Ernest Gevers Félix Goblet d’Alviella Philippe Le Hardy de Beaulieu Fernand de Montigny Léon Tom Maurice de Wée | Fechten       | Degen, Mannschaft                       |
| Louis Williquet | Gewichtheben  | Leichtgewicht                           |
| André Coumans auf Lisette Henri Laame auf Biscuit Herman de Gaiffier d’Hestroy auf Miss Herman d’Oultremont auf Lord Kitchener | Reiten        | Springreiten, Mannschaft                |
| Albert Bosquet Joseph Cogels Émile Dupont Henri Quersin Louis Van Tilt Edouard Fesinger | Schießen      | Tontaubenschießen Mannschaft            |
| Léon Huybrechts Charles Van Den Bussche John Klotz | Segeln        | 6-Meter-Klasse Typ 1919                 |
| Eugène Auwerkeren Théophile Bauer François Claessens Augustus Cootmans François Gibens Albert Haepers Domien Jacob Félicien Kempeneers Jules Labéeu Hubert Lafortune Auguste Landrieu Charles Lannie Constant Loriot Nicolaas Moerloos Ferdinand Minnaert Louis Stoop Jean Van Guysse Alphonse Van Mele François Verboven Jean Verboven Julien Verdonck Joseph Verstraeten Georges Vivex Julianus Wagemans | Turnen        | Mannschaftsmehrkampf                    |
| Albert Durant Gérard Blitz Maurice Blitz Joseph Pletincx Paul Gailly Pierre Nijs René Bauwens Pierre Dewin | Wasserball    | Männer                                  |

### Bronze
| Name | Sportart      | Wettkampf                               |
| --- | ------------- | --------------------------------------- |
| Firmin Flamand | Bogenschießen | Festes Vogelziel, großer Vogel, Einzel  |
| Joseph Hermans | Bogenschießen | Festes Vogelziel, kleiner Vogel, Einzel |
| Georges Rooms | Gewichtheben  | Leichtgewicht                           |
| André Becquet Pierre Chibert Raoul Daufresne de la Chevalerie Fernand de Montigny Charles Delelienne Louis Diercxsens Robert Gevers Adolphe Goemaere Charles Gniette Raymond Keppens René Strauwen Pierre Valcke Maurice van den Bemden Jean Van Nérom | Hockey        | Männer                                  |
| Albert De Bunné André Vercruysse Jean Janssens Albert Wyckmans | Radsport      | Mannschaftsfahren (175 km)              |
| Louis Finet | Reiten        | Kunstreiten, Einzel                     |
| Jules Bonvalet auf „Weppelghem“ Oswald Lints auf „Martha“ Jacques Misonne auf „Gaucho“ Roger Moeremans d’Emaüs auf „Sweet Girl“ | Reiten        | Vielseitigkeit, Mannschaft              |
| Gerard Blitz | Schwimmen     | 100 m Rücken                            |
| Albert Grisar Willy de l’Arbre Léopold Standaert Henri Weewauters Georges Hellebuyck | Segeln        | 8-Meter-Klasse Typ 1919                 |
| Edouard Bourguignon Alphonse Ducatillon Rémy Maertens Christian Piek Henri Pintens Charles van den Broeck François Van Hoorenbeek Gustave Wuyts | Tauziehen     | Tauziehen                               |
| Paul Arets Léon Bronckaert Léopold Clabots Jean-Baptiste Claessens Léon Darrien Lucien Dehoux Ernest Deleu Émile Duboisson Ernest Dureuil Joseph Fiems Marcel Hansen Louis Henin Omer Hoffman Félix Logiest Charles Maerschalck René Paenhuijsen Arnold Pierret René Pinchart Gaspar Pirotte Augustien Pluys Léopold Son Édouard Taeymans Pierre Thiriar Henri Verhavert | Turnen        | Schwedisches System                     |

## Teilnehmer nach Sportarten

### Bogenschießen
| Athlet | Disziplin                                   | Finale | Finale        |
| Athlet | Disziplin                                   | Punkt  | Platz         |
| --- | ------------------------------------------- | ------ | ------------- |
| Edmond Cloetens | Festes Vogelziel, großer Vogel, Einzel      | 13     | Olympiasieger |
| Edmond Cloetens | Festes Vogelziel, kleiner Vogel, Einzel     | 4      | Fünfter       |
| Firmin Flamand | Festes Vogelziel, großer Vogel, Einzel      | 7      | Dritter       |
| Firmin Flamand | Festes Vogelziel, kleiner Vogel, Einzel     | 5      | Vierter       |
| Joseph Hermans | Festes Vogelziel, großer Vogel, Einzel      | 5      | Fünfter       |
| Joseph Hermans | Festes Vogelziel, kleiner Vogel, Einzel     | 6      | Dritter       |
| Louis Van De Perck | Festes Vogelziel, großer Vogel, Einzel      | 11     | Zweiter       |
| Louis Van De Perck | Festes Vogelziel, kleiner Vogel, Einzel     | 8      | Zweiter       |
| Auguste van de Verre | Festes Vogelziel, großer Vogel, Einzel      | 3      | Sechster      |
| Auguste van de Verre | Festes Vogelziel, kleiner Vogel, Einzel     | 1      | Sechster      |
| Hubert Van Innis | Bewegliches Vogelziel, 50 m, Einzel         | 106    | Zweiter       |
| Hubert Van Innis | Bewegliches Vogelziel, 33 m, Einzel         | 139    | Olympiasieger |
| Hubert Van Innis | Bewegliches Vogelziel, 28 m, Einzel         | 172    | Olympiasieger |
| Edmond Van Moer | Festes Vogelziel, großer Vogel, Einzel      | 6      | Vierter       |
| Edmond Van Moer | Festes Vogelziel, kleiner Vogel, Einzel     | 11     | Olympiasieger |
| Edmond Cloetens Firmin Flamand Joseph Hermans Louis Van De Perck Auguste van de Verre Edmond Van Moer                            | Festes Vogelziel, großer Vogel, Mannschaft  | 31     | Olympiasieger |
| Edmond Cloetens Firmin Flamand Joseph Hermans Louis Van De Perck Auguste van de Verre Edmond Van Moer                            | Festes Vogelziel, kleiner Vogel, Mannschaft | 25     | Olympiasieger |
| Alphonse Allaert Edmond de Knibber Jérôme De Mayer Louis Delcon Louis Fierens Louis van Beeck Hubert Van Innis Pierre van Thielt | Bewegliches Vogelziel, 50 m, Mannschaft     | 2701   | Olympiasieger |
| Alphonse Allaert Edmond de Knibber Jérôme De Mayer Louis Delcon Louis Fierens Louis van Beeck Hubert Van Innis Pierre van Thielt | Bewegliches Vogelziel, 33 m, Mannschaft     | 2958   | Olympiasieger |
| Alphonse Allaert Edmond de Knibber Jérôme De Mayer Louis Delcon Louis Fierens Louis van Beeck Hubert Van Innis Pierre van Thielt | Bewegliches Vogelziel, 28 m, Mannschaft     | 2924   | Zweiter       |

### Boxen
| Athlet             | Disziplin                     | Erste Runde       | Achtelfinale        | Viertelfinale     | Halbfinale      | Finale/Kampf um Platz 3 | Finale/Kampf um Platz 3 |
| Athlet             | Disziplin                     | Gegner Ergebnis   | Gegner Ergebnis     | Gegner Ergebnis   | Gegner Ergebnis | Gegner Ergebnis         | Platz                   |
| ------------------ | ----------------------------- | ----------------- | ------------------- | ----------------- | --------------- | ----------------------- | ----------------------- |
| Jules Androt       | Fliegengewicht (bis 50,80 kg) | nicht ausgetragen | Zivic Verloren      | nicht erreicht    | nicht erreicht  | nicht erreicht          | Neunter                 |
| Philippe Bovy      | Federgewicht (bis 57,15 kg)   | Freilos           | Hesterman Gewonnen  | Gachet Verloren   | nicht erreicht  | nicht erreicht          | Fünfter                 |
| Alfons Bouwens     | Bantamgewicht (bis 53,50 kg)  | nicht ausgetragen | Walker Verloren     | nicht erreicht    | nicht erreicht  | nicht erreicht          | Neunter                 |
| Joseph Charpentier | Fliegengewicht (bis 50,80 kg) | nicht ausgetragen | Kjellberg Gewonnen  | Albert Verloren   | nicht erreicht  | nicht erreicht          | Fünfter                 |
| Victor Creusen     | Schwergewicht (über 79,38 kg) | nicht ausgetragen | Freilos             | Spengler Verloren | nicht erreicht  | nicht erreicht          | Fünfter                 |
| René De Smet       | Weltergewicht (bis 66,68 kg)  | Freilos           | Suhr Verloren       | nicht erreicht    | nicht erreicht  | nicht erreicht          | Neunter                 |
| Henri Hébrants     | Bantamgewicht (bis 53,50 kg)  | nicht ausgetragen | Freilos             | Vogel Gewonnen    | Graham Verloren | McKenzie Verloren       | Vierter                 |
| Antoine Masson     | Mittelgewicht (bis 72,57 kg)  | Freilos           | Prud’Homme Verloren | nicht erreicht    | nicht erreicht  | nicht erreicht          | Neunter                 |
| Jean Neys          | Leichtgewicht (bis 61,24 kg)  | nicht ausgetragen | Johansen Verloren   | nicht erreicht    | nicht erreicht  | nicht erreicht          | Neunter                 |
| Georges Simonon    | Mittelgewicht (bis 72,57 kg)  | Dortet Verloren   | nicht erreicht      | nicht erreicht    | nicht erreicht  | nicht erreicht          | 17.                     |
| Julien Van Muyzen  | Leichtgewicht (bis 61,24 kg)  | nicht ausgetragen | Giunchi Gewonnen    | Beland Verloren   | nicht erreicht  | nicht erreicht          | Fünfter                 |
| Roger Vincken      | Federgewicht (bis 57,15 kg)   | Freilos           | Garzena Verloren    | nicht erreicht    | nicht erreicht  | nicht erreicht          | Neunter                 |
| Georges Werll      | Weltergewicht (bis 66,68 kg)  | Freilos           | Clark Verloren      | nicht erreicht    | nicht erreicht  | nicht erreicht          | Neunter                 |

### Eishockey
- Siebter
Maurice Deprez
Paul Goeminne
Jean-Maurice Goossens
Paul Loicq
Philippe Van Volckxsom
Gaston Van Volxem
François Vergult

### Eiskunstlauf
| Athlet                            | Disziplin | Finale   | Finale   |
| Athlet                            | Disziplin | Ergebnis | Platz    |
| --------------------------------- | --------- | -------- | -------- |
| Gérardine Herbos Georges Wagemans | Paare     | 41,5     | Sechster |

### Fechten
| Athlet | Disziplin           | Erste Runde       | Erste Runde       | Viertelfinale     | Viertelfinale     | Halbfinale        | Halbfinale        | Finale         | Finale         |
| Athlet | Disziplin           | Ergebnis          | Platz             | Ergebnis          | Platz             | Ergebnis          | Platz             | Ergebnis       | Platz          |
| --- | ------------------- | ----------------- | ----------------- | ----------------- | ----------------- | ----------------- | ----------------- | -------------- | -------------- |
| Marcel Berré | Florett, Einzel     | nicht ausgetragen | nicht ausgetragen | 2–4               | Vierter           | nicht erreicht    | nicht erreicht    | nicht erreicht | nicht erreicht |
| Victor Boin | Degen, Einzel       | 4–2               | Dritter           | 3–7               | Achter            | nicht erreicht    | nicht erreicht    | nicht erreicht | nicht erreicht |
| Charles Crahay | Florett, Einzel     | nicht ausgetragen | nicht ausgetragen | 3–1               | Zweiter           | 2–3               | Vierter           | nicht erreicht | nicht erreicht |
| Marcel Cuypers | Florett, Einzel     | nicht ausgetragen | nicht ausgetragen | 6–2               | Zweiter           | 2–3               | Vierter           | nicht erreicht | nicht erreicht |
| Joseph De Craecker | Degen, Einzel       | 4–4               | Dritter           | 5–5               | Siebter           | nicht erreicht    | nicht erreicht    | nicht erreicht | nicht erreicht |
| Fernand de Montigny | Degen, Einzel       | 7–1               | Erster            | 6–4               | Dritter           | 4–7               | Siebter           | nicht erreicht | nicht erreicht |
| Fernand de Montigny | Florett, Einzel     | nicht ausgetragen | nicht ausgetragen | 5–0               | Erster            | 4–1               | Erster            | 6–5            | Sechster       |
| Robert de Schepper | Florett, Einzel     | nicht ausgetragen | nicht ausgetragen | 3–2               | Dritter           | 1–4               | Fünfter           | nicht erreicht | nicht erreicht |
| Maurice de Wée | Degen, Einzel       | 4–3               | Zweiter           | 6–5               | Dritter           | 3–8               | Zehnter           | nicht erreicht | nicht erreicht |
| Charles Delporte | Degen, Einzel       | 6–2               | Erster            | 5–5               | Sechster          | 4–7               | Fünfter           | 3–8            | Zehnter        |
| Emile Dufrane | Florett, Einzel     | nicht ausgetragen | nicht ausgetragen | 3–3               | Vierter           | nicht erreicht    | nicht erreicht    | nicht erreicht | nicht erreicht |
| Robert Feyerick | Säbel, Einzel       | nicht ausgetragen | nicht ausgetragen | 3–3               | Zweiter           | 3–3               | Fünfter           | nicht erreicht | nicht erreicht |
| Ernest Gevers | Degen, Einzel       | 4–5               | Vierter           | 6–5               | Dritter           | 7–4               | Erster            | 6–5            | Vierter        |
| Félix Goblet d’Alviella | Degen, Einzel       | 8–1               | Erster            | 5–3               | Fünfter           | 6–5               | Zweiter           | 3–8            | Zehnter        |
| Félix Goblet d’Alviella | Säbel, Einzel       | nicht ausgetragen | nicht ausgetragen | 4–3               | Dritter           | 0–6               | Siebter           | nicht erreicht | nicht erreicht |
| Robert Hennet | Säbel, Einzel       | nicht ausgetragen | nicht ausgetragen | 5–3               | Zweiter           | 3–3               | Vierter           | 5–6            | Siebter        |
| Charles Pape | Florett, Einzel     | nicht ausgetragen | nicht ausgetragen | 3–5               | Sechster          | nicht erreicht    | nicht erreicht    | nicht erreicht | nicht erreicht |
| Alexis Simonson | Säbel, Einzel       | nicht ausgetragen | nicht ausgetragen | 1–6               | Siebter           | nicht erreicht    | nicht erreicht    | nicht erreicht | nicht erreicht |
| Léon Tom | Degen, Einzel       | 2–5               | Siebter           | nicht erreicht    | nicht erreicht    | nicht erreicht    | nicht erreicht    | nicht erreicht | nicht erreicht |
| Léon Tom | Säbel, Einzel       | nicht ausgetragen | nicht ausgetragen | 6–1               | Erster            | 4–2               | Zweiter           | 5–6            | Sechster       |
| Jean Verbrugghe | Florett, Einzel     | nicht ausgetragen | nicht ausgetragen | 5–1               | Zweiter           | 1–4               | Fünfter           | nicht erreicht | nicht erreicht |
| Pierre Calle Charles Delporte Harry Dombeeck Robert Feyerick Robert Hennet Alexis Simonson Léon Tom                                                         | Säbel, Mannschaft   | nicht ausgetragen | nicht ausgetragen | nicht ausgetragen | nicht ausgetragen | nicht ausgetragen | nicht ausgetragen | 4–3            | Vierter        |
| Marcel Berré Charles Crahay Marcel Cuypers Fernand de Montigny Émile de Schepper Robert Hennet Charles Pape Léon Tom                                        | Florett, Mannschaft | nicht ausgetragen | nicht ausgetragen | nicht ausgetragen | nicht ausgetragen | 1–4               | Vierter           | nicht erreicht | nicht erreicht |
| Paul Anspach Victor Boin Joseph De Craecker Fernand de Montigny Maurice de Wée Ernest Gevers Félix Goblet d’Alviella Philippe Le Hardy de Beaulieu Léon Tom | Degen, Mannschaft   | nicht ausgetragen | nicht ausgetragen | nicht ausgetragen | nicht ausgetragen | 4–1               | Erster            | 4–1            | Zweiter        |

### Fußball
- Olympiasieger
Jan De Bie (Torwart)
Félix Balyu
Désiré Bastin
Mathieu Bragard
Robert Coppée
André Fierens
Émile Hanse
Georges Hebdin
Henri Larnoe
Joseph Musch
Fernand Nizot
Armand Swartenbroeks
Louis Van Hege
Oscar Verbeeck
William Maxwell (Trainer)

### Gewichtheben
| Athlet              | Disziplin                         | Finale   | Finale        |
| Athlet              | Disziplin                         | Ergebnis | Platz         |
| ------------------- | --------------------------------- | -------- | ------------- |
| Frans De Haes       | Federgewicht (bis 60 kg)          | 220,0    | Olympiasieger |
| Lionel de Haes      | Federgewicht (bis 60 kg)          | 190,0    | Siebter       |
| Georges De Proft    | Mittelgewicht (bis 75 kg)         | DNF      | DNF           |
| Marcel Marchand     | Mittelgewicht (bis 75 kg)         | 205,0    | Siebter       |
| Georges Rooms       | Leichtgewicht (bis 67,5 kg)       | 230,0    | Dritter       |
| Leonard Van De Roye | Leichtschwergewicht (bis 82,5 kg) | 227,5    | Achter        |
| Louis Williquet     | Leichtgewicht (bis 67,5 kg)       | 240,0    | Zweiter       |

### Hockey
- Dritter
André Becquet
Pierre Chibert
Raoul Daufresne de la Chevalerie
Fernand de Montigny
Charles Delelienne
Louis Diercxsens
Robert Gevers
Adolphe Goemaere
Charles Gniette
Raymond Keppens
René Strauwen
Pierre Valcke
Maurice van den Bemden
Jean Van Nérom

### Leichtathletik
| Lucien Bangels                                                                                      | 1500 m                        | nicht ausgetragen | nicht ausgetragen | nicht ausgetragen | nicht ausgetragen | DNF               | DNF               | nicht erreicht  | nicht erreicht |                |                |
| Oscar Blansaer                                                                                      | Marathon                      | nicht ausgetragen | nicht ausgetragen | nicht ausgetragen | nicht ausgetragen | nicht ausgetragen | nicht ausgetragen | 3:20:00,0 h     | 34.            |                |                |
| Paul Brochart                                                                                       | 100 m                         | 11,4 s            | Erster            | k. A.             | Zweiter           | k. A.             | Vierter           | nicht erreicht  | nicht erreicht |                |                |
| Paul Brochart                                                                                       | 200 m                         | 23,2 s            | Erster            | 23,1 s            | Zweiter           | DNS               | DNS               | nicht erreicht  | nicht erreicht |                |                |
| Auguste Broos                                                                                       | Marathon                      | nicht ausgetragen | nicht ausgetragen | nicht ausgetragen | nicht ausgetragen | nicht ausgetragen | nicht ausgetragen | 2:39:25,8 h     | Vierter        |                |                |
| Omer Corteyn                                                                                        | 400 m                         | 52,2 s            | Erster            | 52,1 s            | Fünfter           | nicht erreicht    | nicht erreicht    | nicht erreicht  | nicht erreicht |                |                |
| Jean Delarge                                                                                        | 800 m                         | nicht ausgetragen | nicht ausgetragen | DNF               | DNF               | nicht erreicht    | nicht erreicht    | nicht erreicht  | nicht erreicht |                |                |
| Pierre Devaux                                                                                       | 10.000 m                      | nicht ausgetragen | nicht ausgetragen | nicht ausgetragen | nicht ausgetragen | 36:38,3 min       | Achter            | nicht erreicht  | nicht erreicht |                |                |
| Antoine Doyen                                                                                       | 10.000 m Gehen                | nicht ausgetragen | nicht ausgetragen | nicht ausgetragen | nicht ausgetragen | k. A.             | Sechster          | 56:30,0 min     | Achter         |                |                |
| Léon Fourneau                                                                                       | 1500 m                        | nicht ausgetragen | nicht ausgetragen | nicht ausgetragen | nicht ausgetragen | 4:14,8 min        | Dritter           | 4:10,3 min      | Neunter        |                |                |
| Henri Godin                                                                                         | 800 m                         | nicht ausgetragen | nicht ausgetragen | k. A.             | Sechster          | nicht erreicht    | nicht erreicht    | nicht erreicht  | nicht erreicht |                |                |
| Marcel Gustin                                                                                       | 100 m                         | k. A.             | Dritter           | nicht erreicht    | nicht erreicht    | nicht erreicht    | nicht erreicht    | nicht erreicht  | nicht erreicht |                |                |
| Marcel Gustin                                                                                       | 200 m                         | 24,3 s            | Dritter           | nicht erreicht    | nicht erreicht    | nicht erreicht    | nicht erreicht    | nicht erreicht  | nicht erreicht |                |                |
| Max Houben                                                                                          | 200 m                         | 24,2 s            | Zweiter           | k. A.             | Fünfter           | nicht erreicht    | nicht erreicht    | nicht erreicht  | nicht erreicht |                |                |
| René Joannes-Powell                                                                                 | 110 m Hürden                  | nicht ausgetragen | nicht ausgetragen | k. A.             | Vierter           | nicht erreicht    | nicht erreicht    | nicht erreicht  | nicht erreicht |                |                |
| Jean Lefèvre                                                                                        | 100 m                         | k. A.             | Fünfter           | nicht erreicht    | nicht erreicht    | nicht erreicht    | nicht erreicht    | nicht erreicht  | nicht erreicht |                |                |
| Julien Lehouck                                                                                      | 100 m                         | k. A.             | Vierter           | nicht erreicht    | nicht erreicht    | nicht erreicht    | nicht erreicht    | nicht erreicht  | nicht erreicht |                |                |
| Charles Melis                                                                                       | Marathon                      | nicht ausgetragen | nicht ausgetragen | nicht ausgetragen | nicht ausgetragen | nicht ausgetragen | nicht ausgetragen | 3:00:51,0 h     | 27.            |                |                |
| Jules Migeot                                                                                        | 400 m                         | 55,1 s            | Vierter           | nicht erreicht    | nicht erreicht    | nicht erreicht    | nicht erreicht    | nicht erreicht  | nicht erreicht |                |                |
| François Morren                                                                                     | 400 m                         | 51,6 s            | Erster            | 50,8 s            | Vierter           | nicht erreicht    | nicht erreicht    | nicht erreicht  | nicht erreicht |                |                |
| Léonce Oleffe                                                                                       | 800 m                         | nicht ausgetragen | nicht ausgetragen | k. A.             | Siebter           | nicht erreicht    | nicht erreicht    | nicht erreicht  | nicht erreicht |                |                |
| Aimé Proot                                                                                          | 10.000 m                      | nicht ausgetragen | nicht ausgetragen | nicht ausgetragen | nicht ausgetragen | k. A.             | Neunter           | nicht erreicht  | nicht erreicht |                |                |
| Aimé Proot                                                                                          | Crosslauf, Einzelwertung      | nicht ausgetragen | nicht ausgetragen | nicht ausgetragen | nicht ausgetragen | nicht ausgetragen | nicht ausgetragen | k. A.           | 36.            |                |                |
| Antoine Rivez                                                                                       | Crosslauf, Einzelwertung      | nicht ausgetragen | nicht ausgetragen | nicht ausgetragen | nicht ausgetragen | nicht ausgetragen | nicht ausgetragen | k. A.           | 42.            |                |                |
| Théophile Roeckaert                                                                                 | 1500 m                        | nicht ausgetragen | nicht ausgetragen | nicht ausgetragen | nicht ausgetragen | k. A.             | Achter            | nicht erreicht  | nicht erreicht |                |                |
| Jean Seghers                                                                                        | 3000 m Gehen                  | nicht ausgetragen | nicht ausgetragen | nicht ausgetragen | nicht ausgetragen | 14:09,2 min       | Sechster          | 13:31,1 min     | Neunter        |                |                |
| Jean Seghers                                                                                        | 10.000 m Gehen                | nicht ausgetragen | nicht ausgetragen | nicht ausgetragen | nicht ausgetragen | 48:29,0 min       | Sechster          | 50:32,4 min     | Siebter        |                |                |
| Omer Smet                                                                                           | 400 m Hürden                  | nicht ausgetragen | nicht ausgetragen | DNF               | DNF               | nicht erreicht    | nicht erreicht    | nicht erreicht  | nicht erreicht |                |                |
| Henri Smets                                                                                         | 5000 m                        | nicht ausgetragen | nicht ausgetragen | nicht ausgetragen | nicht ausgetragen | k. A.             | Achter            | nicht erreicht  | nicht erreicht |                |                |
| Henri Smets                                                                                         | Crosslauf, Einzelwertung      | nicht ausgetragen | nicht ausgetragen | nicht ausgetragen | nicht ausgetragen | nicht ausgetragen | nicht ausgetragen | k. A.           | 33.            |                |                |
| Pierre Trullemans                                                                                   | 5000 m                        | nicht ausgetragen | nicht ausgetragen | nicht ausgetragen | nicht ausgetragen | DNF               | DNF               | nicht erreicht  | nicht erreicht |                |                |
| Pierre Trullemans                                                                                   | Crosslauf, Einzelwertung      | nicht ausgetragen | nicht ausgetragen | nicht ausgetragen | nicht ausgetragen | nicht ausgetragen | nicht ausgetragen | k. A.           | 41.            |                |                |
| Julien Van Campenhout                                                                               | 5000 m                        | nicht ausgetragen | nicht ausgetragen | nicht ausgetragen | nicht ausgetragen | 15:22,6 min       | Zweiter           | k. A.           | Neunter        |                |                |
| Julien Van Campenhout                                                                               | Crosslauf, Einzelwertung      | nicht ausgetragen | nicht ausgetragen | nicht ausgetragen | nicht ausgetragen | nicht ausgetragen | nicht ausgetragen | 28:00,0 min     | Siebter        |                |                |
| Joseph Van Der Wee                                                                                  | 800 m                         | nicht ausgetragen | nicht ausgetragen | k. A.             | Fünfter           | nicht erreicht    | nicht erreicht    | nicht erreicht  | nicht erreicht |                |                |
| Désiré Van Remortel                                                                                 | Marathon                      | nicht ausgetragen | nicht ausgetragen | nicht ausgetragen | nicht ausgetragen | nicht ausgetragen | nicht ausgetragen | DNF             | DNF            |                |                |
| Paul Verlaeckt                                                                                      | 3000 m Gehen                  | nicht ausgetragen | nicht ausgetragen | nicht ausgetragen | nicht ausgetragen | k. A.             | Siebter           | nicht erreicht  | nicht erreicht |                |                |
| Paul Verlaeckt                                                                                      | 10.000 m Gehen                | nicht ausgetragen | nicht ausgetragen | nicht ausgetragen | nicht ausgetragen | DSQ               | DSQ               | nicht erreicht  | nicht erreicht |                |                |
| François Vyncke                                                                                     | 5000 m                        | nicht ausgetragen | nicht ausgetragen | nicht ausgetragen | nicht ausgetragen | k. A.             | Siebter           | nicht erreicht  | nicht erreicht |                |                |
| François Vyncke                                                                                     | Crosslauf, Einzelwertung      | nicht ausgetragen | nicht ausgetragen | nicht ausgetragen | nicht ausgetragen | nicht ausgetragen | nicht ausgetragen | k. A.           | 37.            |                |                |
| Charles Wiggers                                                                                     | 3000 m Gehen                  | nicht ausgetragen | nicht ausgetragen | nicht ausgetragen | nicht ausgetragen | k. A.             | Neunter           | nicht erreicht  | nicht erreicht | nicht erreicht | nicht erreicht |
| Charles Wiggers                                                                                     | 10.000 m Gehen                | nicht ausgetragen | nicht ausgetragen | nicht ausgetragen | nicht ausgetragen | DSQ               | DSQ               | nicht erreicht  | nicht erreicht |                |                |
| Paul Brochart Max Houben Julien Lehouck Omer Smet                                                   | 4 × 100 m Staffel             | nicht ausgetragen | nicht ausgetragen | nicht ausgetragen | nicht ausgetragen | 43,7 s            | Vierter           | nicht erreicht  | nicht erreicht |                |                |
| Omer Corteyn Jules Migeot François Morren Omer Smet                                                 | 4 × 400 m Staffel             | nicht ausgetragen | nicht ausgetragen | nicht ausgetragen | nicht ausgetragen | 3:38,8 min        | Erster            | 3:24,9 min      | Sechster       |                |                |
| Lucien Bangels Claude Otterbeen Henri Smets Pierre Trullemans Julien Van Campenhout François Vyncke | 3000 m Mannschaft             | nicht ausgetragen | nicht ausgetragen | nicht ausgetragen | nicht ausgetragen | 30                | Vierter           | nicht erreicht  | nicht erreicht |                |                |
| Aimé Proot Antoine Rivez Henri Smets Pierre Trullemans Julien Van Campenhout François Vyncke        | Crosslauf, Mannschaftswertung | nicht ausgetragen | nicht ausgetragen | nicht ausgetragen | nicht ausgetragen | nicht ausgetragen | nicht ausgetragen | 48              | Sechster       |                |                |
| Athlet                                                                                              | Disziplin                     | Vorlauf           | Vorlauf           |                   |                   |                   |                   | Final           | Final          |                |                |
| Athlet                                                                                              | Disziplin                     | Ergebnis          | Platz             | Ergebnis          | Platz             |                   |                   |                 |                |                |                |
| Gustave De Bruyne                                                                                   | Weitsprung                    | 6,20 m            | 18.               | nicht ausgetragen | nicht ausgetragen | nicht ausgetragen | nicht ausgetragen | nicht erreicht  | nicht erreicht |                |                |
| Arthur Delaender                                                                                    | Diskuswurf                    | 32,00 m           | 16.               | nicht ausgetragen | nicht ausgetragen | nicht ausgetragen | nicht ausgetragen | nicht erreicht  | nicht erreicht |                |                |
| Arthur Delaender                                                                                    | Speerwurf                     | 36,25 m           | 25.               | nicht ausgetragen | nicht ausgetragen | nicht ausgetragen | nicht ausgetragen | nicht erreicht  | nicht erreicht |                |                |
| Adolphe Hauman                                                                                      | Speerwurf                     | 42,58 m           | 18.               | nicht ausgetragen | nicht ausgetragen | nicht ausgetragen | nicht ausgetragen | nicht erreicht  | nicht erreicht |                |                |
| Jean Hénault                                                                                        | Hochsprung                    | 1,65 m            | 16.               | nicht ausgetragen | nicht ausgetragen | nicht ausgetragen | nicht ausgetragen | nicht erreicht  | nicht erreicht |                |                |
| Georges Henrion                                                                                     | Hochsprung                    | 1,70 m            | 14.               | nicht ausgetragen | nicht ausgetragen | nicht ausgetragen | nicht ausgetragen | nicht erreicht  | nicht erreicht |                |                |
| René Joannes-Powell                                                                                 | Stabhochsprung                | 3,60 m            | Erster            | nicht ausgetragen | nicht ausgetragen | nicht ausgetragen | nicht ausgetragen | 3,30 m          | 13.            |                |                |
| Jean Lefèvre                                                                                        | Weitsprung                    | 5,79 m            | 24.               | nicht ausgetragen | nicht ausgetragen | nicht ausgetragen | nicht ausgetragen | nicht erreicht  | nicht erreicht |                |                |
| Jean Lefèvre                                                                                        | Speerwurf                     | 39,00 m           | 22.               | nicht ausgetragen | nicht ausgetragen | nicht ausgetragen | nicht ausgetragen | nicht erreicht  | nicht erreicht |                |                |
| Julien Lehouck                                                                                      | Weitsprung                    | 5,76 m            | 25.               | nicht ausgetragen | nicht ausgetragen | nicht ausgetragen | nicht ausgetragen | nicht erreicht  | nicht erreicht |                |                |
| Jean Mahy                                                                                           | Hochsprung                    | 1,65 m            | 16.               | nicht ausgetragen | nicht ausgetragen | nicht ausgetragen | nicht ausgetragen | nicht erreicht  | nicht erreicht |                |                |
| Émile Muller                                                                                        | Speerwurf                     | 40,24 m           | 20.               | nicht ausgetragen | nicht ausgetragen | nicht ausgetragen | nicht ausgetragen | nicht erreicht  | nicht erreicht |                |                |
| Léon Pothier                                                                                        | Kugelstoßen                   | 10,10             | 24.               | nicht ausgetragen | nicht ausgetragen | nicht ausgetragen | nicht ausgetragen | nicht erreicht  | nicht erreicht |                |                |
| Gaston Wuyts                                                                                        | Kugelstoßen                   | 11,045 m          | 18.               | nicht ausgetragen | nicht ausgetragen | nicht ausgetragen | nicht ausgetragen | nicht erreicht  | nicht erreicht |                |                |
| Athlet                                                                                              | Disziplin                     |                   |                   |                   |                   |                   |                   | Finale          | Finale         |                |                |
| Athlet                                                                                              | Disziplin                     | Ergebnis          | Platz             |                   |                   |                   |                   |                 |                |                |                |
| René Joannes-Powell                                                                                 | Zehnkampf                     | nicht ausgetragen | nicht ausgetragen | nicht ausgetragen | nicht ausgetragen | nicht ausgetragen | nicht ausgetragen | 5091,520 Punkte | Elfter         |                |                |

### Polo
- Vierter
Alfred Grisar
Maurice Lysen
Clément van der Straeten
Gaston Peers de Nieuwburgh

### Radsport
| Athlet                                                                                      | Disziplin                    |                   |                   |                   |                   |                          |                          |                      |                      |                   |                   | Finale         | Finale         |
| Athlet                                                                                      | Disziplin                    | Ergebnis          | Platz             |                   |                   |                          |                          |                      |                      |                   |                   |                |                |
| ------------------------------------------------------------------------------------------- | ---------------------------- | ----------------- | ----------------- | ----------------- | ----------------- | ------------------------ | ------------------------ | -------------------- | -------------------- | ----------------- | ----------------- | -------------- | -------------- |
| Albert De Bunne                                                                             | Einzelzeitfahren (175 km)    | nicht ausgetragen | nicht ausgetragen | nicht ausgetragen | nicht ausgetragen | nicht ausgetragen        | nicht ausgetragen        | nicht ausgetragen    | nicht ausgetragen    | nicht ausgetragen | nicht ausgetragen | 4:45:23,4 h    | Fünfter        |
| Jean Janssens                                                                               | Einzelzeitfahren (175 km)    | nicht ausgetragen | nicht ausgetragen | nicht ausgetragen | nicht ausgetragen | nicht ausgetragen        | nicht ausgetragen        | nicht ausgetragen    | nicht ausgetragen    | nicht ausgetragen | nicht ausgetragen | 4:44:20,6 h    | Vierter        |
| André Vercruysse                                                                            | Einzelzeitfahren (175 km)    | nicht ausgetragen | nicht ausgetragen | nicht ausgetragen | nicht ausgetragen | nicht ausgetragen        | nicht ausgetragen        | nicht ausgetragen    | nicht ausgetragen    | nicht ausgetragen | nicht ausgetragen | 4:55:41,4 h    | 15.            |
| Albert Wyckmans                                                                             | Einzelzeitfahren (175 km)    | nicht ausgetragen | nicht ausgetragen | nicht ausgetragen | nicht ausgetragen | nicht ausgetragen        | nicht ausgetragen        | nicht ausgetragen    | nicht ausgetragen    | nicht ausgetragen | nicht ausgetragen | 5:03:19,0 h    | 24.            |
| Albert De Bunne Jean Janssens André Vercruysse Albert Wyckmans                              | Mannschaftsfahren (175 km)   | nicht ausgetragen | nicht ausgetragen | nicht ausgetragen | nicht ausgetragen | nicht ausgetragen        | nicht ausgetragen        | nicht ausgetragen    | nicht ausgetragen    | nicht ausgetragen | nicht ausgetragen | 19:28:44,4 h   | Dritter        |
| Athlet                                                                                      | Disziplin                    | Vorlauf           | Vorlauf           | Viertelfinale     | Viertelfinale     | Hoffnungslauf Halbfinale | Hoffnungslauf Halbfinale | Hoffnungslauf Finale | Hoffnungslauf Finale | Halbfinale        | Halbfinale        | Finale         | Finale         |
| Athlet                                                                                      | Disziplin                    | Ergebnis          | Platz             | Ergebnis          | Platz             | Ergebnis                 | Platz                    | Ergebnis             | Platz                | Ergebnis          | Platz             | Ergebnis       | Platz          |
| Binard                                                                                      | Sprint                       | k. A.             | Zweiter           | k. A.             | Dritter           | k. A.                    | Dritter                  | nicht erreicht       | nicht erreicht       | nicht erreicht    | nicht erreicht    | nicht erreicht | nicht erreicht |
| Charles Cadron                                                                              | 50 km                        | nicht ausgetragen | nicht ausgetragen | nicht ausgetragen | nicht ausgetragen | nicht ausgetragen        | nicht ausgetragen        | nicht ausgetragen    | nicht ausgetragen    | nicht ausgetragen | nicht ausgetragen | k. A.          | Achter         |
| Gustave Daghelinckx                                                                         | Sprint                       | 13,2 s            | Erster            | k. A.             | Dritter           | k. A.                    | Zweiter                  | nicht erreicht       | nicht erreicht       | nicht erreicht    | nicht erreicht    | nicht erreicht | nicht erreicht |
| Gustave De Schryver                                                                         | 50 km                        | nicht ausgetragen | nicht ausgetragen | nicht ausgetragen | nicht ausgetragen | nicht ausgetragen        | nicht ausgetragen        | nicht ausgetragen    | nicht ausgetragen    | nicht ausgetragen | nicht ausgetragen | k. A.          | Achter         |
| Félix Dockx                                                                                 | 50 km                        | nicht ausgetragen | nicht ausgetragen | nicht ausgetragen | nicht ausgetragen | nicht ausgetragen        | nicht ausgetragen        | nicht ausgetragen    | nicht ausgetragen    | nicht ausgetragen | nicht ausgetragen | DNF            | DNF            |
| Henry George                                                                                | 50 km                        | nicht ausgetragen | nicht ausgetragen | nicht ausgetragen | nicht ausgetragen | nicht ausgetragen        | nicht ausgetragen        | nicht ausgetragen    | nicht ausgetragen    | nicht ausgetragen | nicht ausgetragen | 1:16:42,3 h    | Olympiasieger  |
| L’Empereur                                                                                  | Sprint                       | k. A.             | Zweiter           | k. A.             | Dritter           | k. A.                    | Zweiter                  | nicht erreicht       | nicht erreicht       | nicht erreicht    | nicht erreicht    | nicht erreicht | nicht erreicht |
| John Verhoeven                                                                              | Sprint                       | 13,2 s            | Erster            | k. A.             | Dritter           | k. A.                    | Dritter                  | nicht erreicht       | nicht erreicht       | nicht erreicht    | nicht erreicht    | nicht erreicht | nicht erreicht |
| Frédéric Claessens Frans Verschueren                                                        | Tandem                       | nicht ausgetragen | nicht ausgetragen | DNF               | DNF               | nicht ausgetragen        | nicht ausgetragen        | nicht ausgetragen    | nicht ausgetragen    | nicht erreicht    | nicht erreicht    | nicht erreicht | nicht erreicht |
| Gustave Daghelinckx John Verhoeven                                                          | Tandem                       | nicht ausgetragen | nicht ausgetragen | k. A.             | Zweiter           | nicht ausgetragen        | nicht ausgetragen        | nicht ausgetragen    | nicht ausgetragen    | nicht erreicht    | nicht erreicht    | nicht erreicht | nicht erreicht |
| Gustave Daghelinckx Albert De Bunne Gustave De Schryver Jean Janssens Charles Van Doorslaer | 4000 m Mannschaftsverfolgung | nicht ausgetragen | nicht ausgetragen | 6:18,4 min        | Erster            | nicht ausgetragen        | nicht ausgetragen        | nicht ausgetragen    | nicht ausgetragen    | 5:20,2 min        | Zweiter           | nicht erreicht | Vierter        |

### Reiten
| Athlet                                                                     | Pferd                               | Disziplin                  | Finale   | Finale        |
| Athlet                                                                     | Pferd                               | Disziplin                  | Ergebnis | Platz         |
| -------------------------------------------------------------------------- | ----------------------------------- | -------------------------- | -------- | ------------- |
| Jules Bonvalet                                                             | Weppelghem                          | Vielseitigkeit, Einzel     | 1392,50  | Zwölfter      |
| Jules Bonvalet                                                             | Weppelghem                          | Springreiten, Einzel       | 10,00    | 15.           |
| Daniël Bouckaert                                                           |                                     | Kunstreiten, Einzel        | 30,500   | Olympiasieger |
| Victor Claes                                                               |                                     | Kunstreiten, Einzel        | 26,163   | Achter        |
| Emmanuel de Blommaert                                                      | Grizzly                             | Dressur, Einzel            | 20,4375  | Elfter        |
| Thierry de Briey                                                           | Perfect Gentleman                   | Springreiten, Einzel       | 13,50    | 21.           |
| Ferdinand de la Serna                                                      | Arsinoe                             | Springreiten, Einzel       | 6,00     | Fünfter       |
| Gaston de Trannoy                                                          | Bouton d’Or                         | Dressur, Einzel            | 23,1250  | Siebter       |
| Louis Finet                                                                |                                     | Kunstreiten, Einzel        | 29,000   | Dritter       |
| Oswald Lints                                                               | Martha                              | Vielseitigkeit, Einzel     | 1515,00  | Zehnter       |
| Jacques Misonne                                                            | Gaucho                              | Vielseitigkeit, Einzel     | 1282,50  | 17.           |
| Jacques Misonne                                                            | Gaucho                              | Springreiten, Einzel       | 23,25    | 25.           |
| Roger Moeremans d’Emaüs                                                    | Sweet Girl                          | Vielseitigkeit, Einzel     | 1652,50  | Vierter       |
| Roger Moeremans d’Emaüs                                                    | Sweet Girl                          | Springreiten, Einzel       | 7,00     | Siebter       |
| Albert Van Cauwenburg                                                      |                                     | Kunstreiten, Einzel        | 26,666   | Sechster      |
| Maurice Van Ranst                                                          |                                     | Kunstreiten, Einzel        | 28,000   | Vierter       |
| Van Schauwenbroeck                                                         |                                     | Kunstreiten, Einzel        | 27,250   | Fünfter       |
| Daniël Bouckaert Louis Finet Maurice Van Ranst                             |                                     | Kunstreiten, Mannschaft    | 87,500   | Olympiasieger |
| Jules Bonvalet Oswald Lints Jacques Misonne Roger Moeremans d’Emaüs        | Weppelghem Martha Gaucho Sweet Girl | Vielseitigkeit, Mannschaft | 4560,00  | Dritter       |
| André Coumans Herman de Gaiffier d’Hestroy Herman d’Oultremont Henri Laame | Lisette Miss Lord Kitchener Biscuit | Springreiten, Mannschaft   | 16,25    | Zweiter       |

### Ringen
| Athlet             | Disziplin                       | Erste Runde       | Achtelfinale          | Viertelfinale     | Halbfinale       | Finale/Kampf um Bronze | Platz   |
| ------------------ | ------------------------------- | ----------------- | --------------------- | ----------------- | ---------------- | ---------------------- | ------- |
| Freistil           |                                 |                   |                       |                   |                  |                        |         |
| Pierre Derkinderen | Mittelgewicht (bis 75 kg)       | Freilos           | Rahmy Gewonnen        | Penttala Verloren | nicht erreicht   | nicht erreicht         | Fünfter |
| Frits Janssens     | Mittelgewicht (bis 75 kg)       | Freilos           | Angelot Gewonnen      | Leino Verloren    | nicht erreicht   | nicht erreicht         | Fünfter |
| Hyacinthe Roosen   | Halbschwergewicht (bis 82,5 kg) | nicht ausgetragen | Gallén Verloren       | nicht erreicht    | nicht erreicht   | nicht erreicht         | Neunter |
| Henri Snoeck       | Halbschwergewicht (bis 82,5 kg) | nicht ausgetragen | van Rensburg Verloren | nicht erreicht    | nicht erreicht   | nicht erreicht         | Neunter |
| Auguste Thijs      | Leichtgewicht (bis 67,5 kg)     | nicht ausgetragen | Freilos               | Freilos           | Anttila Verloren | Wright Verloren        | Vierter |

| Athlet                    | Disziplin                       | Erste Runde       | Achtelfinale         | Viertelfinale           | Halbfinale           | Finale            | Platz    |
| Athlet                    | Disziplin                       | Erste Runde       | Achtelfinale         | Viertelfinale um Silber | Halbfinale um Silber | Finale im Silber  | Platz    |
| Athlet                    | Disziplin                       | Erste Runde       | Achtelfinale         | Viertelfinale um Bronze | Halbfinale um Bronze | Finale um Bronze  | Platz    |
| ------------------------- | ------------------------------- | ----------------- | -------------------- | ----------------------- | -------------------- | ----------------- | -------- |
| griechisch-römischer Stil |                                 |                   |                      |                         |                      |                   |          |
| Alexandre Boumans         | Federgewicht (bis 60 kg)        | Roels Gewonnen    | Vaglio Gewonnen      | Porro Gewonnen          | Friman Verloren      | nicht erreicht    | Fünfter  |
| Alexandre Boumans         | Federgewicht (bis 60 kg)        | Roels Gewonnen    | Vaglio Gewonnen      | nicht ausgetragen       | Gallery Gewonnen     | Kähkönen Verloren | Fünfter  |
| Alexandre Boumans         | Federgewicht (bis 60 kg)        | Roels Gewonnen    | Vaglio Gewonnen      | Freilos                 | Svensson Verloren    | nicht erreicht    | Fünfter  |
| Oscar Cornelis            | Mittelgewicht (bis 75 kg)       | Perttilä Verloren | nicht erreicht       | nicht erreicht          | nicht erreicht       | nicht erreicht    | 19.      |
| Oscar Cornelis            | Mittelgewicht (bis 75 kg)       | Perttilä Verloren | nicht erreicht       | nicht erreicht          |                      |                   | 19.      |
| Oscar Cornelis            | Mittelgewicht (bis 75 kg)       | Perttilä Verloren | nicht erreicht       | nicht erreicht          |                      |                   | 19.      |
| Henri Dierickx            | Federgewicht (bis 60 kg)        | Pütsep Verloren   | nicht erreicht       | nicht erreicht          | nicht erreicht       | nicht erreicht    | 17.      |
| Henri Dierickx            | Federgewicht (bis 60 kg)        | Pütsep Verloren   | nicht erreicht       | nicht erreicht          |                      |                   | 17.      |
| Henri Dierickx            | Federgewicht (bis 60 kg)        | Pütsep Verloren   | nicht erreicht       | nicht erreicht          |                      |                   | 17.      |
| Frits Janssens            | Leichtgewicht (bis 67,5 kg)     | Freilos           | Swigart Gewonnen     | Väre Verloren           | nicht erreicht       | nicht erreicht    | Vierter  |
| Frits Janssens            | Leichtgewicht (bis 67,5 kg)     | Freilos           | Swigart Gewonnen     | Christiansen Gewonnen   | Tamminen Verloren    | nicht erreicht    | Vierter  |
| Frits Janssens            | Leichtgewicht (bis 67,5 kg)     | Freilos           | Swigart Gewonnen     | Freilos                 | Frydenlund Gewonnen  | Andersen Verloren | Vierter  |
| Auguste Savonnet          | Leichtgewicht (bis 67,5 kg)     | Freilos           | Frisenfeldt Verloren | nicht erreicht          | nicht erreicht       | nicht erreicht    | Zwölfter |
| Auguste Savonnet          | Leichtgewicht (bis 67,5 kg)     | Freilos           | Frisenfeldt Verloren | nicht erreicht          |                      |                   | Zwölfter |
| Auguste Savonnet          | Leichtgewicht (bis 67,5 kg)     | Freilos           | Frisenfeldt Verloren | nicht erreicht          |                      |                   | Zwölfter |
| Henri Snoeck              | Halbschwergewicht (bis 82,5 kg) | Freilos           | Kocián Gewonnen      | Sint Verloren           | nicht erreicht       | nicht erreicht    | Siebter  |
| Henri Snoeck              | Halbschwergewicht (bis 82,5 kg) | Freilos           | Kocián Gewonnen      | nicht ausgetragen       | nicht erreicht       | nicht erreicht    | Siebter  |
| Henri Snoeck              | Halbschwergewicht (bis 82,5 kg) | Freilos           | Kocián Gewonnen      | nicht ausgetragen       |                      |                   | Siebter  |
| Maurice Vanderleenden     | Mittelgewicht (bis 75 kg)       | Freilos           | Zanoline Gewonnen    | Westergren Verloren     | nicht erreicht       | nicht erreicht    | Neunter  |
| Maurice Vanderleenden     | Mittelgewicht (bis 75 kg)       | Freilos           | Zanoline Gewonnen    | Dechmann Gewonnen       | Perttilä Verloren    | nicht erreicht    | Neunter  |
| Maurice Vanderleenden     | Mittelgewicht (bis 75 kg)       | Freilos           | Zanoline Gewonnen    | nicht erreicht          |                      |                   | Neunter  |
| Eduard Van Den Bril       | Schwergewicht (über 82,5 kg)    | Freilos           | Nilsson Verloren     | nicht erreicht          | nicht erreicht       | nicht erreicht    | Zwölfter |
| Eduard Van Den Bril       | Schwergewicht (über 82,5 kg)    | Freilos           | Nilsson Verloren     | nicht erreicht          |                      |                   | Zwölfter |
| Eduard Van Den Bril       | Schwergewicht (über 82,5 kg)    | Freilos           | Nilsson Verloren     | nicht ausgetragen       |                      |                   | Zwölfter |
| Emile Wahlem              | Halbschwergewicht (bis 82,5 kg) | Freilos           | Cardinale Gewonnen   | Rajala Gewonnen         | Sint Verloren        | nicht erreicht    | Sechster |
| Emile Wahlem              | Halbschwergewicht (bis 82,5 kg) | Freilos           | Cardinale Gewonnen   | nicht ausgetragen       | nicht erreicht       | nicht erreicht    | Sechster |
| Emile Wahlem              | Halbschwergewicht (bis 82,5 kg) | Freilos           | Cardinale Gewonnen   | nicht ausgetragen       |                      |                   | Sechster |

### Rudern
| Athlet | Disziplin             | Viertelfinale     | Viertelfinale     | Halbfinale     | Halbfinale     | Finale         | Finale         |
| Athlet | Disziplin             | Ergebnis          | Platz             | Ergebnis       | Platz          | Ergebnis       | Platz          |
| --- | --------------------- | ----------------- | ----------------- | -------------- | -------------- | -------------- | -------------- |
| Jacques Haller | Einer                 | k. A.             | Dritter           | nicht erreicht | nicht erreicht | nicht erreicht | nicht erreicht |
| Georges Léonet Ernest Sadzawka | Doppelzweier          | nicht ausgetragen | nicht ausgetragen | k. A.          | Zweiter        | nicht erreicht | nicht erreicht |
| Georges Van Den Bossche Oscar Van Den Bossche René Van Damme (Steuermann)                                                                            | Zweier mit Steuermann | nicht ausgetragen | nicht ausgetragen | 8:25,0 min     | Zweiter        | nicht erreicht | nicht erreicht |
| Adrien D’Hondt Robert De Mulder Jean Van Silfhout Léon Vleurinck Raphael De Ligne (Steuermann)                                                       | Vierer mit Steuermann | nicht ausgetragen | nicht ausgetragen | 7:40,0 min     | Zweiter        | nicht erreicht | nicht erreicht |
| Daniël Clarembaux Julien Crickx Gustave De Mulder Jozef Hermans Charles Lalemand Maurice Requillé René Smet Félix Taymans Joseph Crickx (Steuermann) | Achter                | 6:40,0 min        | Zweiter           | nicht erreicht | nicht erreicht | nicht erreicht | nicht erreicht |

### Schießen
| Athlet                                                                                              | Disziplin                                         | Finale   | Finale   |
| Athlet                                                                                              | Disziplin                                         | Ergebnis | Platz    |
| --------------------------------------------------------------------------------------------------- | ------------------------------------------------- | -------- | -------- |
| Conrad Adriaenssens                                                                                 | Freies Gewehr Dreistellungskampf 300 m            | k. A.    | k. A.    |
| Louis Andrieu                                                                                       | Kleinkaliber Einzel 50 m                          | k. A.    | k. A.    |
| Arthur Balbaert                                                                                     | Freies Gewehr Dreistellungskampf 300 m            | k. A.    | k. A.    |
| Albert Bosquet                                                                                      | Tontaubenschießen                                 | 84       | Neunter  |
| Philippe Cammaerts                                                                                  | Kleinkaliber Einzel 50 m                          | k. A.    | k. A.    |
| Émile Dupont                                                                                        | Tontaubenschießen                                 | 84       | Neunter  |
| Joseph Haesaerts                                                                                    | Freies Gewehr Dreistellungskampf 300 m            | k. A.    | k. A.    |
| François Heyens                                                                                     | Freies Gewehr Dreistellungskampf 300 m            | k. A.    | k. A.    |
| Joseph Janssens                                                                                     | Armeegewehr stehend 300 m                         | 54       | Fünfter  |
| Henri Quersin                                                                                       | Tontaubenschießen                                 | 85       | Siebter  |
| Victor Robert                                                                                       | Kleinkaliber Einzel 50 m                          | k. A.    | k. A.    |
| Paul van Asbroeck                                                                                   | Scheibenpistole 50 m                              | 466      | Siebter  |
| Paul van Asbroeck                                                                                   | Kleinkaliber Einzel 50 m                          | k. A.    | k. A.    |
| Paul van Asbroeck                                                                                   | Freies Gewehr Dreistellungskampf 300 m            | k. A.    | k. A.    |
| Norbert Van Molle                                                                                   | Kleinkaliber Einzel 50 m                          | k. A.    | k. A.    |
| Conrad Adriaenssens Arthur Balbaert François Ceulemans Joseph Haesaerts Paul van Asbroeck           | Armeegewehr liegend 600 m Mannschaft              | 264      | Zehnter  |
| Conrad Adriaenssens Arthur Balbaert François Ceulemans Joseph Haesaerts Paul van Asbroeck           | Armeegewehr liegend 300 und 600 m Mannschaft      | 469      | 14.      |
| Conrad Adriaenssens Arthur Balbaert Joseph Haesaerts François Heyens Paul van Asbroeck              | Armeerevolver 50 m Mannschaft                     | 2229     | Fünfter  |
| Conrad Adriaenssens Arthur Balbaert Joseph Haesaerts François Heyens Paul van Asbroeck              | Freies Gewehr Dreistellungskampf 300 m Mannschaft | 3939     | Zwölfter |
| Conrad Adriaenssens Joseph Janssens Vincent Libert Louis Ryskens Paul van Asbroeck                  | Armeegewehr liegend 300 m Mannschaft              | 264      | 14.      |
| Conrad Adriaenssens Joseph Janssens Vincent Libert Louis Ryskens Paul van Asbroeck                  | Armeegewehr stehend 300 m Mannschaft              | 217      | Zwölfter |
| Louis Andrieu Philippe Cammaerts Victor Robert Paul van Asbroeck Norbert Van Molle                  | Kleinkaliber 50 m Mannschaft                      | 1785     | Sechster |
| Robert Andrieux Joseph Bastin Philippe Cammaerts Léon De Coster Paul van Asbroeck Norbert Van Molle | Armeerevolver 30 m Mannschaft                     | 1221     | Siebter  |
| Albert Bosquet Joseph Cogels Émile Dupont Edouard Fesinger Henri Quersin Louis Van Tilt             | Tontaubenschießen Mannschaft                      | 503      | Zweiter  |

### Schwimmen
| Athlet                                                        | Disziplin                  | Viertelfinale     | Viertelfinale     | Halbfinale     | Halbfinale     | Finale         | Finale         |
| Athlet                                                        | Disziplin                  | Ergebnis          | Platz             | Ergebnis       | Platz          | Ergebnis       | Platz          |
| ------------------------------------------------------------- | -------------------------- | ----------------- | ----------------- | -------------- | -------------- | -------------- | -------------- |
| Männer                                                        |                            |                   |                   |                |                |                |                |
| Gérard Blitz                                                  | 100 m Freistil             | k. A.             | Siebter           | nicht erreicht | nicht erreicht | nicht erreicht | nicht erreicht |
| Gérard Blitz                                                  | 100 m Rücken               | NA                | NA                | 1:18,6 min     | zweiter        | 1:19,0 min     | Dritter        |
| Félicien Courbet                                              | 200 m Brust                | k. A.             | Siebter           | nicht erreicht | nicht erreicht | nicht erreicht | nicht erreicht |
| Félicien Courbet                                              | 400 m Brust                | 7:20,0 min        | Dritter           | nicht erreicht | nicht erreicht | nicht erreicht | nicht erreicht |
| Paul De Backer                                                | 1500 m Freistil            | 26:46,4 min       | Zweiter           | k. A.          | Sechster       | nicht erreicht | nicht erreicht |
| Edmond Henry                                                  | 200 m Brust                | 3:18,0 min        | Dritter           | nicht erreicht | nicht erreicht | nicht erreicht | nicht erreicht |
| Edmond Henry                                                  | 400 m Brust                | k. A.             | Fünfter           | nicht erreicht | nicht erreicht | nicht erreicht | nicht erreicht |
| Gaspard Lemaire                                               | 100 m Rücken               | nicht ausgetragen | nicht ausgetragen | 1:28,0 min     | Dritter        | nicht erreicht | nicht erreicht |
| Paul Neeckx                                                   | 200 m Brust                | 3:16,6 min        | Dritter           | k. A.          | Fünfter        | nicht erreicht | nicht erreicht |
| Édouard Van Haelen                                            | 200 m Brust                | 3:22,6 min        | Dritter           | nicht erreicht | nicht erreicht | nicht erreicht | nicht erreicht |
| Édouard Van Haelen                                            | 400 m Brust                | k. A.             | Vierter           | nicht erreicht | nicht erreicht | nicht erreicht | nicht erreicht |
| Martial Van Schelle                                           | 100 m Freistil             | k. A.             | Vierter           | nicht erreicht | nicht erreicht | nicht erreicht | nicht erreicht |
| René Bauwens Gérard Blitz Joseph Cludts Jean-Pierre Vermetten | 4 × 200 m Freistil Staffel | nicht ausgetragen | nicht ausgetragen | 11:12,2 min    | Dritter        | nicht erreicht | nicht erreicht |
| Athlet                                                        | Disziplin                  |                   |                   | Halbfinale     | Halbfinale     | Finale         | Finale         |
| Athlet                                                        | Disziplin                  | Ergebnis          | Platz             | Ergebnis       | Platz          |                |                |
| Frauen                                                        |                            |                   |                   |                |                |                |                |
| Germaine van Dievoet                                          | 100 m Freistil             | nicht ausgetragen | nicht ausgetragen | k. A.          | Vierte         | nicht erreicht | nicht erreicht |

### Segeln
| Athlet                                                                               | Disziplin               | Erstes Rennen | Erstes Rennen | Zweites Rennen | Zweites Rennen | Drittes Rennen | Drittes Rennen | Total  | Total         |
| Athlet                                                                               | Disziplin               | Ergebnis      | Platz         | Ergebnis       | Platz          | Ergebnis       | Platz          | Punkte | Platz         |
| ------------------------------------------------------------------------------------ | ----------------------- | ------------- | ------------- | -------------- | -------------- | -------------- | -------------- | ------ | ------------- |
| Raymond Bauwens Louis Depière Willy Valcke                                           | 6-Meter-Klasse Typ 1907 | k. A.         | k. A.         | k. A.          | k. A.          | k. A.          | k. A.          | k. A.  | Vierter       |
| Frédéric Bruynseels Émile Cornellie Florimond Cornellie                              | 6-Meter-Klasse Typ 1907 | k. A.         | k. A.         | k. A.          | k. A.          | k. A.          | k. A.          | k. A.  | Olympiasieger |
| Léon Huybrechts John Klotz Charles Van Den Bussche                                   | 6-Meter-Klasse Typ 1919 | k. A.         | k. A.         | k. A.          | k. A.          | k. A.          | k. A.          | k. A.  | Zweiter       |
| Willy de l’Arbre Albert Grisar Georges Hellebuyck Léopold Standaert Henri Weewauters | 8-Meter-Klasse Typ 1919 | k. A.         | k. A.         | k. A.          | k. A.          | k. A.          | k. A.          | k. A.  | Dritter       |

### Tennis
| Albert Lammens                       | Einzel (Männer) | Sÿz               | 3:1 (6:3, 6:4, 3:6, 7:5) | von Braun              | 3:0 (6:2, 6:1, 6:1)      | Kumagae                  | 0:3 (5:7, 1:6, 4:6) | nicht erreicht  | nicht erreicht      | nicht erreicht | nicht erreicht | nicht erreicht | nicht erreicht |                |                |
| Jean Washer                          | Einzel (Männer) | Freilos           | Freilos                  | Thomas                 | 3:1 (6:1, 6:3, 3:6, 6:4) | Winslow                  | 0:3 (6:8, 4:6, 1:6) | nicht erreicht  | nicht erreicht      | nicht erreicht | nicht erreicht | nicht erreicht | nicht erreicht |                |                |
| Maurice van den Bemden               | Einzel (Männer) | Raymond           | 1:3 (5:7, 1:6, 6:4, 1:6) | nicht erreicht         | nicht erreicht           | nicht erreicht           | nicht erreicht      | nicht erreicht  | nicht erreicht      | nicht erreicht | nicht erreicht | nicht erreicht | nicht erreicht |                |                |
| Victor de Laveleye                   | Einzel (Männer) | Langaard          | 3:1 (6:2, 2:6, 6:3, 6:3) | Kumagae                | 0:3 (0:6, 1:6, 0:6)      | nicht erreicht           | nicht erreicht      | nicht erreicht  | nicht erreicht      | nicht erreicht | nicht erreicht | nicht erreicht | nicht erreicht |                |                |
| Jean Washer Albert Lammens           | Doppel (Männer) | nicht ausgetragen | nicht ausgetragen        | Malmström van Braun    | 3:0 (6:2, 6:4, 6:3)      | Kumagae Kashio Seiichirō | 0:3 (1:6, 0:6, 0:6) | nicht erreicht  | nicht erreicht      | nicht erreicht | nicht erreicht | nicht erreicht | nicht erreicht | nicht erreicht | nicht erreicht |
| André Laloux François Laloux         | Doppel (Männer) | nicht ausgetragen | nicht ausgetragen        | Žemla Robětín          | 0:3 (2:6, 4:6, 4:6)      | nicht erreicht           | nicht erreicht      | nicht erreicht  | nicht erreicht      | nicht erreicht | nicht erreicht | nicht erreicht | nicht erreicht | nicht erreicht | nicht erreicht |
| Eugène Grisar Maurice van den Bemden | Doppel (Männer) | nicht ausgetragen | nicht ausgetragen        | Samazeuilh Lawton      | 0:3 (4:6, 3:6, 3:6)      | nicht erreicht           | nicht erreicht      | nicht erreicht  | nicht erreicht      | nicht erreicht | nicht erreicht | nicht erreicht | nicht erreicht | nicht erreicht | nicht erreicht |
| Victor de Laveleye Stéphane Halot    | Doppel (Männer) | nicht ausgetragen | nicht ausgetragen        | Flaquer de Satrústegui | 1:3 (5:7, 3:6, 6:1, 4:6) | nicht erreicht           | nicht erreicht      | nicht erreicht  | nicht erreicht      | nicht erreicht | nicht erreicht | nicht erreicht | nicht erreicht | nicht erreicht | nicht erreicht |
| Anne de Borman                       | Einzel (Frauen) | nicht ausgetragen | nicht ausgetragen        | Freilos                | Freilos                  | Fick                     | 0:2 (4:6, 6:8)      | nicht erreicht  | nicht erreicht      | nicht erreicht | nicht erreicht | nicht erreicht | nicht erreicht | nicht erreicht | nicht erreicht |
| Fernande Arendt                      | Einzel (Frauen) | nicht ausgetragen | nicht ausgetragen        | Freilos                | Freilos                  | Freilos                  | Freilos             | Holman          | 0:2 (2:6, 3:6)      | nicht erreicht | nicht erreicht | nicht erreicht | nicht erreicht | nicht erreicht | nicht erreicht |
| Marthe Dupont                        | Einzel (Frauen) | nicht ausgetragen | nicht ausgetragen        | Brehm                  | 0:2 (3:6, 4:6)           | nicht erreicht           | nicht erreicht      | nicht erreicht  | nicht erreicht      | nicht erreicht | nicht erreicht | nicht erreicht | nicht erreicht | nicht erreicht | nicht erreicht |
| Marie Storms                         | Einzel (Frauen) | nicht ausgetragen | nicht ausgetragen        | Lenglen                | 0:2 (0:6, 0:6)           | nicht erreicht           | nicht erreicht      | nicht erreicht  | nicht erreicht      | nicht erreicht | nicht erreicht | nicht erreicht | nicht erreicht | nicht erreicht | nicht erreicht |
| Marthe Dupont Marguerite Chaudoir    | Doppel (Frauen) | nicht ausgetragen | nicht ausgetragen        | nicht ausgetragen      | nicht ausgetragen        | Jones Laurenan           | 2:1 (6:3, 2:6, 6:2) | McNair McKane   | 0:2 (2:6, 5:7)      | nicht erreicht | nicht erreicht | nicht erreicht | nicht erreicht | nicht erreicht | nicht erreicht |
| Marie Jones Marguerite Laurenan      | Doppel (Frauen) | nicht ausgetragen | nicht ausgetragen        | nicht ausgetragen      | nicht ausgetragen        | Dupont Chaudoir          | 1:2 (3:6, 6:2, 2:6) | nicht erreicht  | nicht erreicht      | nicht erreicht | nicht erreicht | nicht erreicht | nicht erreicht | nicht erreicht | nicht erreicht |
| Anne de Borman Lucienne Tschaggeny   | Doppel (Frauen) | nicht ausgetragen | nicht ausgetragen        | nicht ausgetragen      | nicht ausgetragen        | Freilos                  | Freilos             | Beamish Holman  | 0:2 (2:6, 4:6)      | nicht erreicht | nicht erreicht | nicht erreicht | nicht erreicht | nicht erreicht | nicht erreicht |
| Marie Storms Fernande Arendt         | Doppel (Frauen) | nicht ausgetragen | nicht ausgetragen        | nicht ausgetragen      | nicht ausgetragen        | Freilos                  | Freilos             | Hansen Brehm    | 2:0 (6:1, 6:1)      | Beamish Holman | 2:2 (1:6, 1:6) | nicht erreicht | nicht erreicht | nicht erreicht | nicht erreicht |
| Anne de Borman Jean Washer           | Mixed           | nicht ausgetragen | nicht ausgetragen        | Freilos                | Freilos                  | Hansen Tegner            | 1:2 (6:4, 6:8, 3:6) | nicht erreicht  | nicht erreicht      | nicht erreicht | nicht erreicht | nicht erreicht | nicht erreicht | nicht erreicht | nicht erreicht |
| Marguerite Chaudoir Albert Lammens   | Mixed           | nicht ausgetragen | nicht ausgetragen        | Freilos                | Freilos                  | Vaussard Blanchy         | 2:1 (4:6, 7:5, 6:3) | Lenglen Décugis | 1:2 (6:3, 1:6, 1:6) | nicht erreicht | nicht erreicht | nicht erreicht | nicht erreicht | nicht erreicht | nicht erreicht |
| Marthe Dupont François Laloux        | Mixed           | nicht ausgetragen | nicht ausgetragen        | Freilos                | Freilos                  | Skrbková Žemla           | 0:2 (5:7, 4:6)      | nicht erreicht  | nicht erreicht      | nicht erreicht | nicht erreicht | nicht erreicht | nicht erreicht | nicht erreicht | nicht erreicht |
| Marie Storms Stéphane Halot          | Mixed           | nicht ausgetragen | nicht ausgetragen        | Freilos                | Freilos                  | Gagliardi Colombo        | 2:0 (8:6, 6:3)      | Skrbková Žemla  | 0:2 (5:7, 3:6)      | nicht erreicht | nicht erreicht | nicht erreicht | nicht erreicht | nicht erreicht | nicht erreicht |

### Tauziehen
- Dritter
Edouard Bourguignon
Alphonse Ducatillon
Rémy Maertens
Christian Piek
Henri Pintens
Charles van den Broeck
François Van Hoorenbeek
Gustave Wuyts

### Turnen
| Athlet | Disziplin            | Finale   | Finale  |
| Athlet | Disziplin            | Ergebnis | Platz   |
| --- | -------------------- | -------- | ------- |
| François Gibens | Einzelmehrkampf      | 83,08    | Elfter  |
| Félicien Kempeneers | Einzelmehrkampf      | 86,25    | Vierter |
| Charles Lannie | Einzelmehrkampf      | 78,95    | 19.     |
| François Verboven | Einzelmehrkampf      | 80,42    | 17.     |
| Julianus Wagemans | Einzelmehrkampf      | 83,58    | Neunter |
| Eugène Auwerkeren Théophile Bauer François Claessens Augustus Cootmans François Gibens Albert Haepers Domien Jacob Félicien Kempeneers Jules Labéeu Hubert Lafortune Auguste Landrieu Charles Lannie Constant Loriot Nicolaas Moerloos Ferdinand Minnaert Louis Stoop Jean Van Guysse Alphonse Van Mele François Verboven Jean Verboven Julien Verdonck Joseph Verstraeten Georges Vivex Julianus Wagemans | Mannschaftsmehrkampf | 346,765  | Zweiter |
| Paul Arets Léon Bronckaert Léopold Clabots Jean-Baptiste Claessens Léon Darrien Lucien Dehoux Ernest Deleu Émile Duboisson Ernest Dureuil Joseph Fiems Marcel Hansen Louis Henin Omer Hoffman Félix Logiest Charles Maerschalck René Paenhuijsen Arnold Pierret René Pinchart Gaspar Pirotte Augustien Pluys Léopold Son Édouard Taeymans Pierre Thiriar Henri Verhavert                                   | Schwedisches System  | 1094,000 | Dritter |

### Wasserball
- Zweiter
René Bauwens
Gérard Blitz
Maurice Blitz
Pierre Dewin
Albert Durant
Paul Gailly
Pierre Nijs
Joseph Pletincx

### Wasserspringen
| Athlet          | Disziplin                 | Vorrunde | Vorrunde | Vorrunde | Finale         | Finale         | Finale         |
| Athlet          | Disziplin                 | Punkte   | Ergebnis | Platz    | Punkte         | Ergebnis       | Platz          |
| --------------- | ------------------------- | -------- | -------- | -------- | -------------- | -------------- | -------------- |
| Männer          |                           |          |          |          |                |                |                |
| Joseph Callens  | Kunstspringen 1 m und 3 m | 30       | 476,40   | Sechster | nicht erreicht | nicht erreicht | nicht erreicht |
| Joseph De Sonay | Turmspringen 3 m und 10 m | 35       | 129,0    | Siebter  | nicht erreicht | nicht erreicht | nicht erreicht |
| Fernand Sauvage | Turmspringen 3 m und 10 m | 17       | 145,5    | Dritter  | 34             | 148,5          | Siebter        |